# اورتیس دیلی
اورتیس دیلی (به انگلیسی: Ortis Deley) (زاده ۲ ژوئن ۱۹۷۳) بازیگر و مجری انگلیسی است.
از فیلم‌های معروف او می‌توان به بازی در فیلم خرابکاری اشاره کرد.